# Nikolaus Esterházy

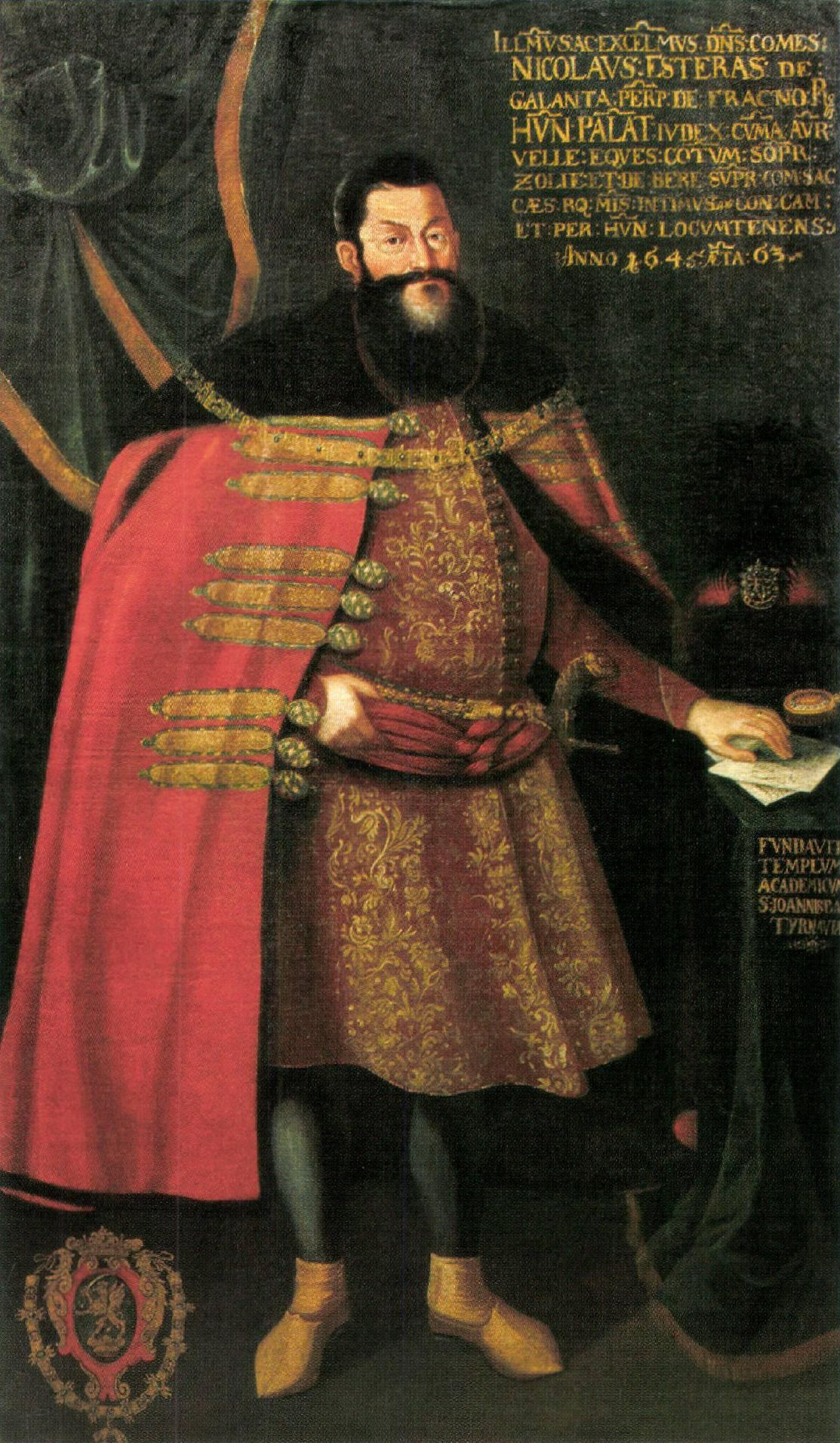
Nikolaus Esterházy

Baron, später Graf Nikolaus Esterházy de Galantha (ungarisch: Esterházy Miklós ) (* 8. April 1583 in Galanta; † 11. September 1645 in Großhöflein) war Sohn des Vizegespans des Komitates Preßburg Ferenc Esterházy de Galántha (* 1533 in Pressburg; † 1604 in Galántha) und seiner Ehefrau Zsófia Illesházy de Illesháza (* 1547, † März 1599). Er war der Begründer der westungarischen Magnatenfamilie Esterházy und formte diese von einer kleinen ungarischen Adelsfamilie zu einem der größten Aristokratengeschlechter des Königreichs Ungarn. Sein Geburtsjahr wird teilweise mit 1582 angegeben, da die Protestanten Ungarns auch nach der Gregorianischen Kalenderreform (1583) am Jahresbeginn zum Osterfest (statt am 1. Jänner) festhielten. Dieses dies fiel 1583 (nach heutiger Zeitrechnung) auf den 10. April. Er wurde Karfreitag geboren, deshalb findet sich in alten Quellen „1582“.
Die Habsburger wurden auf Baron Nikolaus aufmerksam, nachdem dieser aus Überzeugung als einer der wenigen Adeligen Ungarns zum Katholizismus übertrat, sowie viel Mut und Kraft in die Bekämpfung und Abwehr der Türken steckte.
Seine erste Heirat im Jahre 1612 mit Ursula/Orsolya Dersffy de Szerdahely verschaffte ihm ein riesiges Vermögen sowie die Herrschaften Munkatsch (ungarisch: Munkács, heute als Mukatschewo ukrainisch) und Landsee-Lackenbach. Nachdem er 1622 aufgrund des Nikolsburger Friedens die Herrschaft Mukatschewo an Gábor Bethlen abtreten musste, erhielt er vom Kaiser anstatt finanzieller Entschädigungen zwei neue Herrschaften, und zwar die Herrschaft Forchtenstein samt Grafentitel und die Herrschaft Eisenstadt.
Der Pressburger Reichstag machte ihn 1625 zum Palatin, dem höchsten staatlichen Würdenträger im königlichen Ungarn. Bereits ein Jahr später erhob man ihn als comes perpetuus de Franknó in den Erbgrafenstand von Forchtenstein.
Nikolaus heiratete am 22. November 1612 Ursula Baronin Dersffy de Szerdahely (* 1583; † 15. März 1619 in Zólyom), Tochter eines königlichen Obermundschenks. Aus dieser ersten Ehe gingen hervor:
- N.N. Sohn, jung verstorben
- N.N. Sohn, jung verstorben
- Stephan (* 27. Februar 1616 in Munkács; † 4. Juli 1641 in Wien), königlicher Kämmerer und Rat, 1628 ungarischer Oberkammerherr, Ritter vom Goldenen Sporn, 1639 Oberhauptmann von Pápa
- Christina (* 7. Mai 1617; † 1617)

In zweiter Ehe (am 21. Juli 1624 geschlossen) war er mit Maria Christine Gräfin Nyáry von Bedegh (* 31. Oktober 1604 in Kisvárda; † 1641 im Kindbett), Tochter des Generals Paul Graf Nyáry verheiratet. Als verwitwete Gräfin Thurzó von Bethlenfalva brachte sie zwei Kinder (Elisabeth und Katharina) in die Ehe mit, die jedoch jung starben. Aus der Ehe gingen neun Kinder hervor, darunter Graf Ladislaus Esterházy (1626–1652) und der spätere Fürst Paul I. Esterházy:
- Maria Magdalena (* 19. Juli 1625; † 7. Mai 1627)
- Ladislaus (* 31. Dezember 1626: gefallen am 26. August 1652 bei Vezekény), königlicher Rat und Kämmerer, 1648 Oberhauptmann von Pápa, Obergespan des Komitates Ödenburg
- Katharina (* 18. August 1628; † 13. März 1630)
- Anna Julia(na) (* 28. Februar 1630 in Forchtenstein; † 22. Jänner 1669 in Pottendor) ⚭  Franz III. Nádasdy, oberster Kronrichter Ungarns und General (hingerichtet 1671)
- Michael (* 19. Februar 1632; † 26. August 1633)
- Maria (Anna) Christina (* 17. Jänner 1634 in Bicse; † 5. April 1634 in Bicse)
- Paul (* 8. September 1635; † 8. September 1713), Palatin und General, 7. Dezember 1687 Reichsfürst
- Maria (* 2. Februar 1638 in Eisenstadt; † 2. April 1684), ⚭ Georg Graf Drugeth von Homonna(y), General
- Franz (* 17. Februar 1641 in Sempte; † 16. Oktober 1683 in Kereszthury), kaiserlicher Kämmerer, ungarischer Rat, Obergespan der Komitate Zala und Sümeg, Kapitän von Schintau/Sempte